# تايغر وودز
تايغر وودز (بالإنجليزية: Tiger Woods)‏، مواليد (30 ديسمبر عام 1975)، لاعب جولف أمريكي.
يعتبر تايغر من أنجح لاعبي الغولف على الإطلاق، وصنف عام 2005، كأغنى الرياضيين في العالم بدخل بلغ مقداره 87 مليون دولار.

## مجموع ثروته
تقدر ثروة وودز من الإعلانات منذ عام 1996 بـ 1.4 مليار دولار

## مشواره المهني
تايغر وودز هو ابن لمحارب أمريكي، شارك في الحرب الفيتنامية، وهو ذو أصول أفريقية، صينية، وهندية حمراء مختلطة.

## حياته الخاصة
في تشرين الثاني / نوفمبر 2003، خطب وودز عارضة الأزياء السويدية السابقة "إلين نوردغرين"، نجلة وزيرة الهجرة السويدية السابقة باربرو هولمبيرغ والصحفي الإذاعي السويدي توماس نوردغرين بعد أن وضعت تحت مجهر الصحافة العالمية خلال البطولة المفتوحة عام 2001 من قبل لاعب الجولف السويدي جيسبير بارنوفيك الذي وظفها جليسة لأطفاله.
في 5 أكتوبر 2004، عقد قرانهما في منتجع ساندي لين في باربادوس، ثم عاشا في ايزلورث، في ويندرمير ، إحدى ضواحي أورلاندو ، فلوريدا. حيث رزقا بولدين شابة تدعى (سام الكسيس وودز) 2007 وشاب يدعى (تشارلي أكسل وودز) 2009.
في عام 2006، قاموا بشراء عقار بقيمة 39 مليون دولار في جزيرة جوبيتر بولاية فلوريدا، كما بدأوا في بناء منزل على مساحة 10000 قدم مربع. انتقلت وودز هناك في عام 2010 بعد طلاق الزوجين.
جوبيتر آيلاند
تعرض في يوم 27 نوفمبر 2009 لإصابة خطيرة إثر حادث مروري بسيارته ذات الدفع الرباعي، حيث أوردت تقارير أنه خرج غاضباً من منزله إثر مشاجرة مع زوجته، لتتوارد الأخبار عن فضائح جنسية تورط فيها وودز مع عدد من النساء. ويتوقع أن تحصل زوجته على قرابة 300 مليون دولار كتسوية، في حال طلاقهما.
ومن أشهر اللاتى ادعين انه كان على علاقة بهن هي ممثلة الأفلام الاباحية (فيرونيكا دانيلز) الشهيرة بـ(جوسلين جيمس) حيث ادعت انها تركت العمل في هذه النوعية من الأفلام بناء على طلبه لانه كان يتضايق كثيرا من عملها في هذه الأفلام

## وصلات خارجية
- تايغر وودز على موقع رابطة لاعبي الغولف المحترفين (الإنجليزية)
- تايغر وودز على موقع رابطة أوروبا للاعبي الغولف المحترفين (الإنجليزية)
- تايغر وودز على موقع رابطة اليابان للاعبي الغولف المحترفين (الإنجليزية)
- تايغر وودز على موقع التصنيف العالمي الرسمي للغولف (الإنجليزية)
- تايغر وودز على موقع IMDb (الإنجليزية)
- تايغر وودز على موقع الموسوعة البريطانية (الإنجليزية)
- تايغر وودز على موقع إن إن دي بي (الإنجليزية)
- تايغر وودز على موقع قاعدة بيانات الفيلم (الإنجليزية)